# Bernard Wrightson
Pour les articles homonymes, voir Wrightson.
Bernard Wrightson (né le 25 juin 1944 à Phoenix) est un plongeur américain ayant participé aux Jeux olympiques d'été de 1968. Il devient champion olympique au tremplin de 3 mètres en établissant un record de 170 points.

## Palmarès

### Jeux olympiques
- Jeux olympiques de 1968 à Mexico,  Mexique
  -  Médaille d'or